# جنگ رود قرقیز
جنگ رود قرقیز جنگی بود بین سپاهیان سلطان محمد خوارزمشاه و مغولان به رهبری جوجی (پسر چنگیز) کنار رود قرقیز که به عقب‌نشینی مغولان از دشت قپچاق انجامید.
این اولین نبرد میان خوارزمشاه و مغولان بود. شایان ذکر است این جنگ پیش از هجوم سراسری مغولان بر ایران صورت گرفت.

## دلایل هجوم جنگ
سلطان محمد خوارزمشاه به درخواست مادرش (ترکان خاتون) به دشت قپچاق لشکر کشید. دلیل این لشکرکشی، حمله مرکیت‌ها به قپچاقان بود.

## پیش از نبرد
سلطان هنگامی که به کنار رود قرقیز رسید، آنجا را پر از جنازه مرکیت‌ها دید که قبل از حمله او توسط مغولان کشته شده بودند.
سلطان دو روز تمام به تعقیب مغولان شتافت و سپس به جنگ آنان رفت.

## جزئیات نبرد
سلطان محمد خوارزمشاه با ده لشکر شش هزار نفری به مقابله با بیست هزار سوار مغول به رهبری جوجی شتافت. در این لشکرکشی رهبری ترکمانان سپاه خوارزمشاه با سلطان جلال الدین بود. این جنگ به عقب‌نشینی مغولان از دشت قپچاق انجامید.